# Tuolumne Meadows Lodge
Le Tuolumne Meadows Lodge est un lodge américain dans le comté de Tuolumne, en Californie. Situé à 2 660 mètres d'altitude dans les Tuolumne Meadows, au sein de la Sierra Nevada, il est protégé dans le parc national de Yosemite, où il est géré par Aramark. Agencé autour d'un terrain de camping ouvert en 1916, il fait partie des High Sierra Camps. C'est d'ailleurs sous le nom de Tuolumne Meadows High Sierra Camp qu'il est inscrit au Registre national des lieux historiques depuis le 18 juillet 2014.